# Faust de Bizanci

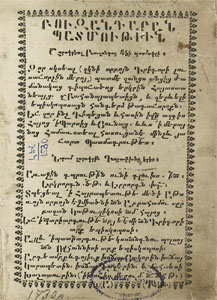
Versió moderna de "Història dels armenis" (1730).

Faust de Bizanci (en armeni Փավստոս Բուզանդ, en llatí Faustus Byzantinus) va ser un historiador probablement nascut a Constantinoble al segle v. El seu cognom era Buzand, que s'ha traduït normalment com a ‘bizantí’, però es creu que podria significar ‘escriptor d'històries èpiques', de l'armeni Buzandaran.
Va escriure una Història d'Armènia, que pel seu contingut, està escrita per un armeni (en armeni) del segle v. Descriu la història del país des dels temps de Gregori l'Il·luminador, explica amb detall el regnat d'Àrsaces II d'Armènia i del seu fill Pap d'Armènia, i arriba fins al final de la dinastia arsàcida armènia. Tot el text està escrit en un to èpic que recorda les cançons èpiques de la Dinastia Kayànida conservades pels parts.